# 全球大気監視計画
全球大気監視計画（ぜんきゅうたいきかんしけいかく, 英:Global Atmosphere Watch, GAW）とは、地球環境問題などの研究・対策を目的に、大気の化学的・物理的特性のデータを観測・集約して分析し、世界各国の機関に提供する計画。世界気象機関(WMO)が1989年に策定した。

## 概要
GAWの対象となる気象要素は、一般的な気象観測の項目も一部含まれるが、基本的にはそれ以外の地球環境問題に関連する要素である。具体的には、オゾン、各種温室効果ガス、その他大気中の気体成分、降水や降下塵に含まれる成分、放射性同位体、太陽放射、紫外線、赤外放射、大気の光学的厚さに関わる要素などである。
WMOの大気科学委員会と環境汚染及び大気化学に関する執行理事会、その下の科学諮問部会(SAG)、およびWMO事務局が統括して計画を進めていく。実施機関として世界データセンター(WDC)、品質保証科学センター(QA/SAC)、GAW較正センター(WCC)の3種が世界各地の気象機関に分掌されている。また観測局は世界各地に数百か所設けられており、全球観測所と地域観測所の2種類に分けられる。

## 内容[1]

### GAWの経緯
WMOは、1970年代から酸性雨などの環境監視のためのバックグラウンド汚染観測ネットワーク（BAPMoN）と成層圏の循環、熱収支の解明のための全球オゾン観測システム（GO3OS）という2つの全球規模での現業観測ネットワークを主導していた。しかし、1980年代に入っての地球環境問題の高まりから、WMOは1989年の第41回執行理事会においてこれら２つの観測ネットワークを統合し、大気組成変化を取り扱う観測・監視、研究活動を広く包含したGAW プログラムが誕生した。

### GAW の目的
GAW は地球環境の監視において、世界の環境政策と密接に連携した以下の目的を掲げている。
・大気中の化学成分および特定の物理的特性について、地球規模の長期的な監視を継続的に実施する。
・品質保証および品質管理に重点を置く。
・利用者に対し、関連する総合的な成果やサービスを提供する。
これらを通じて、
・社会に与える環境上のリスクを低減し、種々の環境条約の要請に応える。
・気候、気象および大気質の予報能力を高める。
・環境政策を支援する科学的評価に貢献する。

### GAWの役割
GAW は、気象観測と同じように各国や各機関が自前（あるいは外部資金）で行っている観測について、各観測要素の観観測結果を全球規模で比較可能（comparable）にするための「調整」を行っている。
例えばGAW による全球での観測結果は、化学輸送モデルに入力しての予測や世界規模での解析を可能にしている。GAW の観測では、標準スケール（測定基準）や目標精度は原則として統一され、観測データは世界データセンターに集められて、そこで確認や様式の整合を経て公開されている。それらの観測データは無料で利用できる（ただし、利用に当たってはデータ提供者の許諾が必要となる）。なお、温室効果ガスに関するWMO世界データセンターは気象庁がWMOの委託を受けて運営している。
また、地球環境の変化はゆっくり進むものも多く、それまでと異なる状況を検出するためには、平常時との比較が欠かせない。そのための監視には広域にわたる調整された長期間の観測データを必要とする。GAW の規定に沿って維持された一定品質の観測データは、過去の観測データとの比較も可能にしている。GAW の観測は長いものでは1970年前後から続けられており、その観測データはWMOの世界データセンターに保存されて公開されている。もし地球環境について時空間的に何らかの変動が起こった場合には（逆に収まった際にも）、過去の観測データセットはその検出と原因究明のための手がかりとなる。

### GAWによる成果
例えば、地球温暖化防止に対しては気候変動枠組み条約（UNFCCC）への貢献がある。条約第5条の「調査、組織的観測」の条項については、全球気候観測システム（GCOS）がそれを推進しており、GCOS の中でGAW は大気成分やその科学的特性を担当している。また同様に、オゾン層破壊に対するモントリオール議定書や長距離越境大気汚染条約（CLRTAP）にも観測や解析を通して支援している。さらに、人間の健康、生態系、インフラの安全性に影響を与えるエーロゾルや砂塵嵐、反応性ガスの空間・時間変化の影響評価に関してもGAW は信頼性のある観測データと予測ツールを提供している。